# Kalifornischer Salbei
Der Kalifornische Salbei (Salvia mellifera) ist eine Pflanzenart aus der Gattung Salbei (Salvia) innerhalb der Familie der Lippenblütler (Lamiaceae). Sie kommt nur im westlichen Kalifornien und am mexikanischen Golf von Kalifornien vor.

## Beschreibung

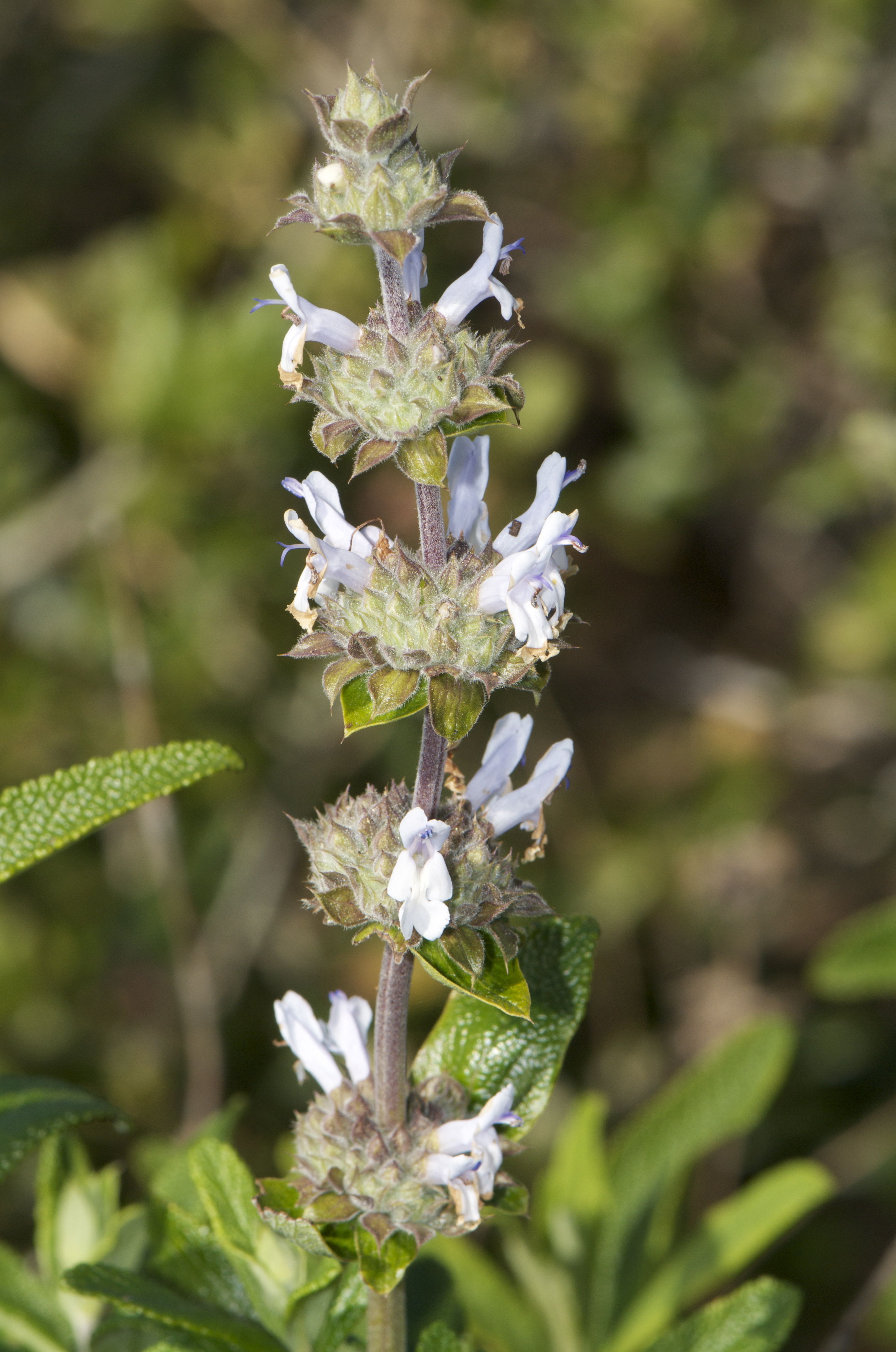
Blütenstand

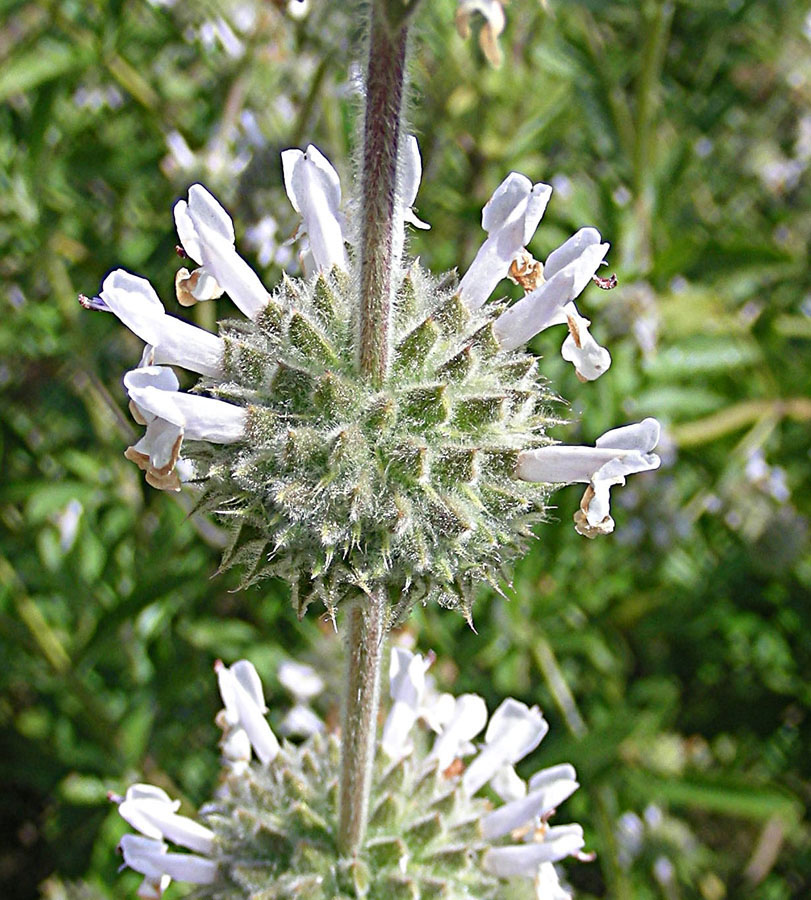
Scheinquirl mit zygomorphen Blüten

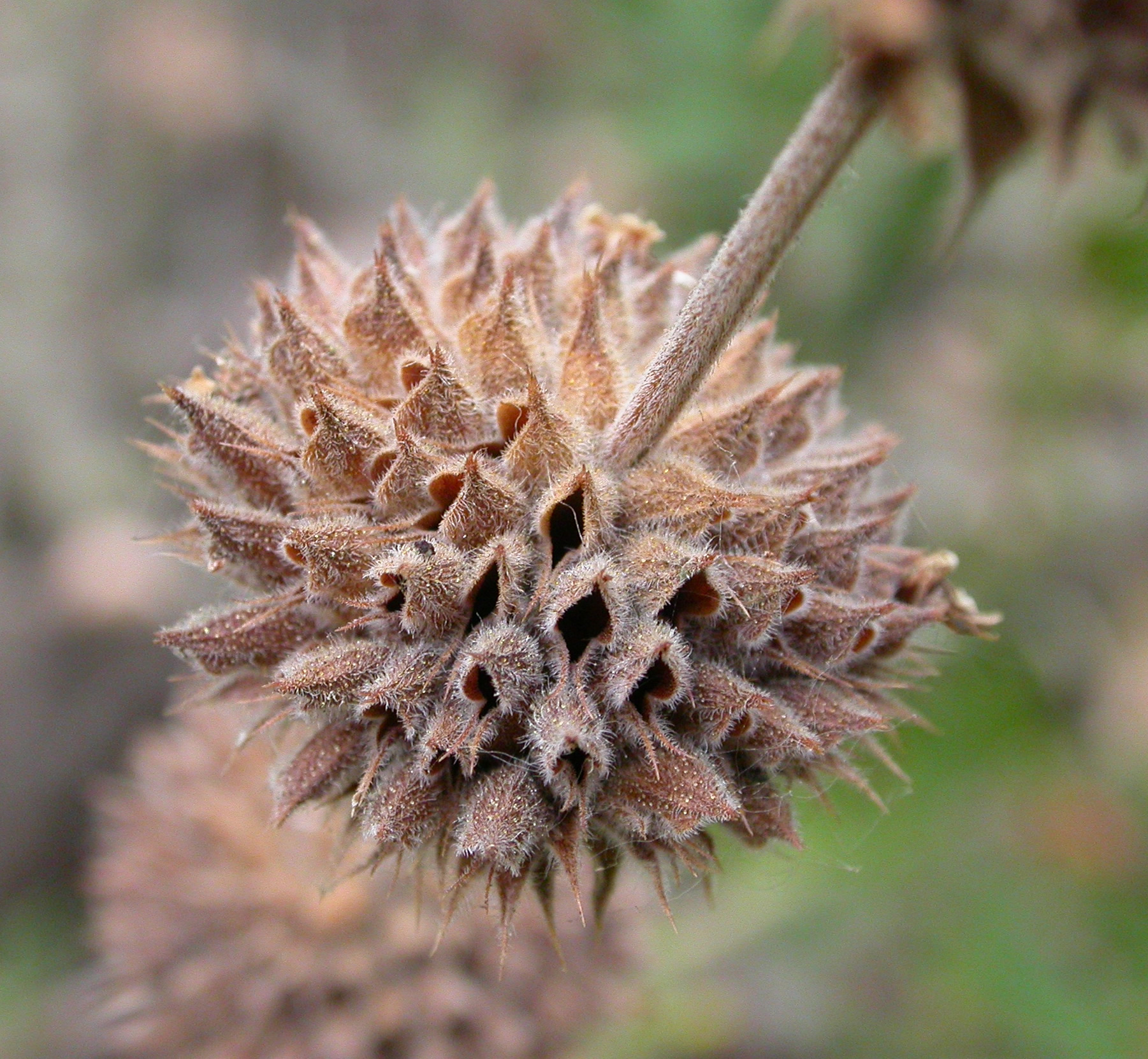
Fruchtstand

### Vegetative Merkmale
Der Kalifornische Salbei wächst als immergrüner Strauch, der Wuchshöhen von 1 bis 2, selten bis zu 2,5 Metern erreicht. Die selbständig aufrechten, selten niederliegenden, verzweigten Stängel sind mit einfachen Haaren filzig, rötlich und etwas drüsig behaart (Indument). Die Pflanzenteile duften aromatisch.
Die gegenständig angeordneten Laubblätter sind 2,5 bis 7 Zentimeter lang. Die einfache Blattspreite ist länglich-elliptisch bis verkehrt-eiförmig oder länglich-lanzettlich mit gerundetem bis spitzem oberen Ende und sie verschmälert sich am Spreitengrund zu einem kurzen Blattstiel oder ist sitzend. Der Blattrand ist fein-gekerbt. Die Blattoberseite ist mehr oder weniger kahl, runzelig sowie olivgrün und die -unterseite ist schimmernd filzig behaart.

### Generative Merkmale
Die Blütezeit reicht von März bis August. Der endständige, unterbrochene ährige Blütenstand enthält mehrere, ziemlich weit auseinander stehenden Scheinquirle, die einen Durchmesser von 1,6 bis 4 Zentimetern aufweisen. Die grünen oder violett gefärbten Tragblätter sind bei einer Länge von 5 bis 10 Millimetern breit-eiförmig bis länglich-elliptisch mit spitzem bis fein-bespitztem oberen Ende. Die Scheinquirle färben sich nach der Anthese auffällig dunkel, worauf der englischsprachige Trivialname „Black Sage“ anspielt.
Die zwittrige Blüte ist zygomorph und fünfzählig mit doppelter Blütenhülle. Der 6 bis 8 Millimeter lange Blütenkelch ist zweilippig. Die Kelchoberlippe endet in drei winzigen Kelchzähnen und die Kelchunterlippe besitzt zwei stachelige Kelchzähne. Die etwa 12 Millimeter lange Blütenkrone ist blass bläulich bis lavendelfarben, seltener blass rosafarben. Die 5,5 bis 9 Millimeter lange Kronröhre ragt etwas über die untere Kelchlippe hinaus und ist innen in einem schmalen, ringförmigen Bereich behaart. Die 2 bis 3 Millimeter lange, obere Kronlippe und die untere Kronlippe sind eingebuchtet. Der mittlere Kronlappen der unteren Kronlippe ist fast so lang wie die Kronröhre. Die Staubblätter sind nur ein wenig vorgestreckt. Der Griffel überragt die Blütenkrone mehr oder weniger.

### Chromosomensatz
Die Chromosomengrundzahl beträgt x = 15; es liegt Diploidie vor, also eine Chromosomenzahl von 2n = 30.

## Ökologie
Die Blüten des Kalifornischen Salbeis sind melittophil und werden von Honigbienen, Hummeln und anderen Wildbienen bestäubt. Auch Schmetterlinge und Kolibris besuchen die Blüten. Die Samen dienen Wachteln und anderen Vögeln als Nahrung.

## Vorkommen
Der Endemit Salvia mellifera kommt nur an der kalifornischen Küste von der San Francisco Bay Area südwärts über die Küstenregion der Kanalinseln, Transverse Ranges, San Jacinto Mountains und Peninsular Ranges bis in den nördlichen Teil des mexikanischen Bundesstaats Baja California vor.
Salvia mellifera wächst auf sandigen, steinigen Böden in Ebenen und Schluchten, an Böschungen und flachen Hängen bis in Höhenlagen von 600 Metern. Sie ist ein Florenelement des Küstensalbeigebüsches („coastal sage scrub“), das an den trockenen Hängen unterhalb der Hartlaubzone des Chaparral vorkommt. Dieser Vegetationstyp wird auch „Soft-Chaparral“ genannt, weil die vorherrschenden Pflanzenarten weichere, bei Dürre meist abfallende Blätter besitzen. Der Kalifornischen Salbei rollt bei starker Trockenheit seine Blätter ein. Salvia mellifera ist mit Weißem Salbei, Kalifornischem Beifuß (Artemisia californica), Buchweizen (Eriogonum fasciculatum), Strauch-Sonnenblume (Encelia californica), Wollblatt (Eriophyllum confertifolium) und weiteren endemischen Sträuchern und Halbsträuchern vergesellschaftet.

## Verwendung
In Kalifornien wird Salvia mellifera als aromatische Wildpflanze geschätzt, die gegen Erosion schützt und aus deren Blüten Honigbienen einen wertvollen, pfeffrig schmeckenden Honig produzieren. Salvia mellifera wird auch als anspruchslose, trockenheitstolerante Zierpflanze in Landschaftsgärten verwendet. Kultiviert werden vor allem kompakte Sorten wie ‚Terra Seca‘ (Höhe 60 cm, bodendeckend) sowie die blaublühende ‚Mrs. Beard‘, eine Hybride aus Salvia mellifera × Salvia sonomensis. Salvia mellifera ist nur bedingt winterhart bis −7 °C (Zone 9a) und kommt in mitteleuropäischen Gärten aufgrund von Lichtmangel und zu hoher Feuchtigkeit kaum zum Blühen.
Indigene Völker Kaliforniens verarbeiteten die Samen des Kalifornischen Salbeis zu Mehl. Die frischen Blätter wurden zum Würzen, zur Zubereitung von Hustentee und für Umschläge gegen Halsschmerzen verwendet. Die Chumash nutzten den Kalifornische Salbei auch zur Behandlung von chronischen Schmerzen. Dazu wurden frisch gesammelte Stängel und Blätter der Pflanze in ein Gefäß mit Wasser gegeben und für mehrere Stunden in die Sonne gestellt. Dieser „Sonnentee“ wurde dann für Fußbäder verwendet. Salvia mellifera enthält entzündungshemmende und antioxidativ wirksame Stoffe. Im ätherische Öl der Pflanze wurden 54 verschiedene Monoterpenoide nachgewiesen, darunter 1,8-Cineol (39,8 %), Campher (12,2 %), α-Pinen (9,2 %), Limonen (2,2 %), Myrcen (2 %), γ-Terpinen (2 %) und Terpinen-4-ol (2 %). Außerdem enthält die Pflanze phenolische Diterpenoide wie Carnosol (41 %), Carnosolsäure (22 %) und Rosmanol (9 %), die antimikrobiell wirken, sowie das entzündungshemmende Triterpenoid Ursolsäure. In einer Untersuchung mit chronischen Schmerzpatienten zeigten einige Patienten nach einer mehrwöchigen Anwendung des Sonnentees aus Kalifornischem Salbei langfristige Verbesserungen. Die Wirkung wird damit erklärt, dass die in die Haut eindringenden Mono- und Diterpenoide die Synthese von bestimmten Signalproteinen (Chemokinen) hemmen, welche an der Entstehung chronischer Schmerzen beteiligt sind.

## Systematik

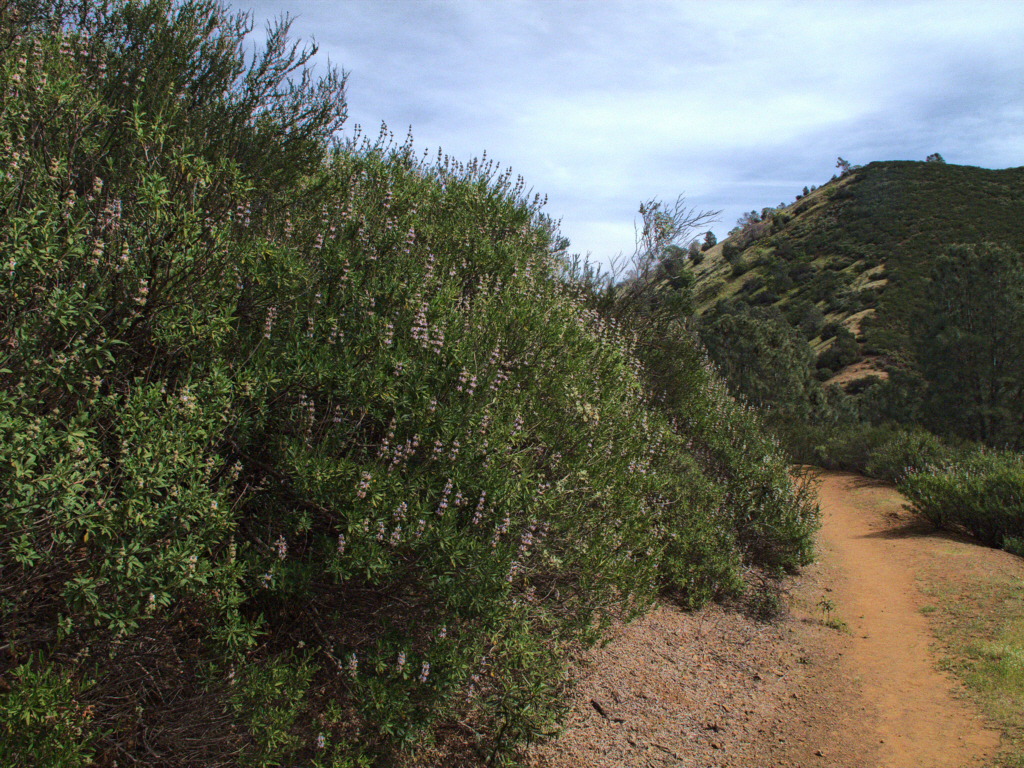
Habitus im Habitat

Salvia mellifera wurde 1892 durch den US-amerikanischen Botaniker und Theologen Edward Lee Greene in Pittonia, Band 2, S. 236 als neuer Name verwendet. Es konnte Audibertia stachyoides Benth. nicht als Synonym verwendet werden, da das Artepitheton schon von Salvia stachyoides Kunth blockiert wurde. Der ältere Pflanzenname wurde damit zum homotypischen Synonym. Der artspezifischen Namensteil mellifera bedeutet „honigtragend“ und bezieht sich hier auf die nektarreichen Blüten. Weitere Synonyme für Salvia mellifera Green sind Audibertiella stachyoides (Benth.) Briq., Ramona stachyoides (Benth.) Briq.
Salvia mellifera wird der Salvia-Untergattung Audibertia zugeordnet. Diese Untergattung enthält etwa 20 in Nordamerika beheimateten Arten, mit dem Zentrum der Artenvielfalt in der Wüste des Großen Beckens. Salvia mellifera bildet innerhalb dieser Untergattung natürliche Hybriden mit Weißem Salbei, Salvia leucophylla und Salvia clevelandii, manchmal auch mit den einjährigen Arten Kalifornische Chia und Distel-Salbei.